# Olof Åkesson (landssekreterare)
Nils Olof Åkesson, född den 14 juli 1898 i Kolbäcks församling, Västmanlands län, död den 24 mars 1987 i Stockholm, var en svensk ämbetsman.
Åkesson avlade juris kandidatexamen vid Uppsala universitet 1921 och genomförde tingstjänstgöring 1921–1924. Efter diverse förordnanden 1924–1927 blev han länsnotarie i Norrbottens län 1927, länsassessor där 1933 och i Jönköpings län 1938. Åkesson var landssekreterare i Gotlands län 1943–1946 (då han åtnjöt tjänstledighet för andra uppdrag), i Jönköpings län 1946–1948 och i Stockholms län 1948–1963. Han var sakkunnig, sekreterare och ledamot i ett flertal statliga utredningar. Åkesson blev riddare av Nordstjärneorden 1946, kommendör av samma orden 1953 och kommendör av första klassen 1963. Han vilar i minneslund på Kungsholms kyrkogård.